# Peter Rosenmeier
Peter Rosenmeier (født 23. marts 1984 i Hadsund) er en dansk bordtennisspiller. Han har været verdens- og paralympisk mester i sin klasse (M6). Peter Rosenmeier er handicappet, idet han mangler halvdelen af højre arm, har tre fingre på venstre arm, mangler halvdelen af højre ben og 4 cm af venstre lårknogle. 
Han har deltaget i de paralympiske lege seks gange: 2004 i Athen, hvor han vandt bronze, 2008 i Beijing, hvor han vandt guld, 2012 i London, hvor han igen vandt bronze, 2016 i Rio de Janeiro, hvor han vandt guld, 2021 i Tokyo, hvor han vandt sølv samt 2024 i Paris, hvor han vandt bronze.
Rosenmeier har fire gange været i VM-finalen, og han har vundet to gange, senest i 2018.
Han har spillet i følgende klubber:
- I. H. Aalborg
- FIFH Malmø.
- Hillerød GI Bordtennis